# Salix juparica
Salix juparica är en videväxtart som beskrevs av Goerz, Alfred Rehder och Kobuski. Salix juparica ingår i släktet viden, och familjen videväxter. Utöver nominatformen finns också underarten S. j. tibetica.